# پلزاس (سیشل)
پلزاس (به لاتین: Plaisance) یک منطقهٔ مسکونی در سیشل است که در سیشل واقع شده‌است. پلزاس ۳٬۹۷۴ نفر جمعیت دارد.